# Brzozów (gmina)
Brzozów – gmina miejsko-wiejska w województwie podkarpackim, w powiecie brzozowskim. W latach 1975–1998 gmina położona była w województwie krośnieńskim, zaś przed 1975 należała do województwa rzeszowskiego.
Siedziba gminy to Brzozów.
Według danych z 30 czerwca 2004 gminę zamieszkiwały 26 143 osoby.
2 lipca 1976 do gminy Brzozów włączono sołectwa Górki i Grabownica Starzeńska ze zniesionej gminy Grabownica Starzeńska.

## Struktura powierzchni
Według danych z roku 2002 gmina Brzozów ma obszar 103,18 km², w tym:
- użytki rolne: 67%
- użytki leśne: 24%

Gmina stanowi 19,09% powierzchni powiatu.

## Demografia

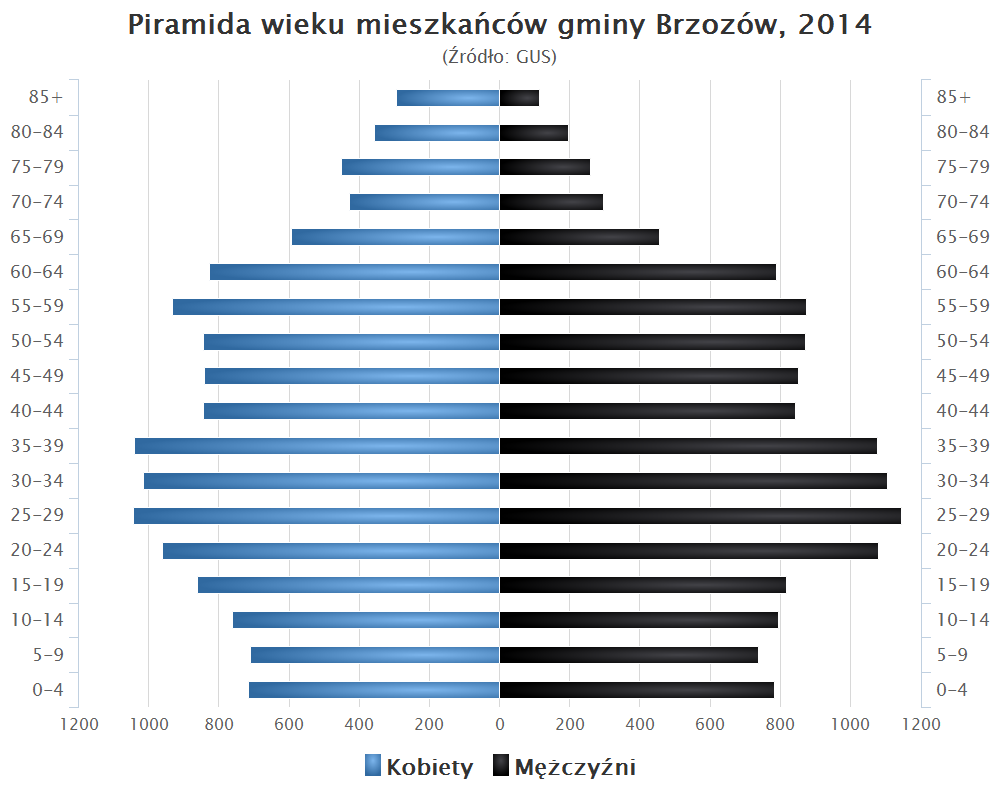
Piramida wieku mieszkańców gminy Brzozów w 2014 roku

Dane z 30 czerwca 2004:
| Opis                              | Ogółem | Ogółem | Kobiety | Kobiety | Mężczyźni | Mężczyźni |
| --------------------------------- | ------ | ------ | ------- | ------- | --------- | --------- |
| jednostka                         | osób   | %      | osób    | %       | osób      | %         |
| populacja                         | 26 143 | 100    | 13 344  | 51      | 12 799    | 49        |
| gęstość zaludnienia (mieszk./km²) | 253,4  | 253,4  | 129,3   | 129,3   | 124       | 124       |

## Jednostki pomocnicze
Sołectwa: Górki, Grabownica Starzeńska, Humniska, Humniska-Skrzyżowanie, Przysietnica, Stara Wieś, Turze Pole, Zmiennica.
Osiedla: Osiedle Nr 1 w Brzozowie, Osiedle Nr 2 w Brzozowie

## Sąsiednie gminy
Domaradz, Dydnia, Haczów, Jasienica Rosielna, Nozdrzec, Sanok, Zarszyn